# Ferrari F1/86
O  F1/86  é o modelo da Ferrari da temporada de 1986 da Fórmula 1. Condutores: Michele Alboreto e Stefan Johansson.
O F1/86 foi um dos modelos mais problemáticos desenvolvidos pela equipe italiana na F1. Tinha boa velocidade em retas devido ao motor, com 850 HP corridas e cerca de 1100 HP treinos, mas era um carro problemático em curvas, por isso que não foi páreo para McLaren, Williams e Lotus durante a temporada de 1986, se limitando a fazer apenas 5 pódios.

## Resultados[1]
(legenda)
| Ano  | Chassi | Motor                | Pneus | N° | Pilotos          | 1   | 2   | 3   | 4   | 5   | 6   | 7   | 8   | 9   | 10  | 11  | 12  | 13  | 14  | 15  | 16  | Pontos | Posição |  |
| ---- | ------ | -------------------- | ----- | -- | ---------------- | --- | --- | --- | --- | --- | --- | --- | --- | --- | --- | --- | --- | --- | --- | --- | --- | ------ | ------- |  |
|      |        |                      |       |    |                  |     |     |     |     |     |     |     |     |     |     |     |     |     |     |     |     |        |         |  |
|      |        |                      |       |    |                  | BRA | ESP | SMR | MON | BEL | CAN | EUA | FRA | GBR | GER | HUN | AUT | ITA | POR | MEX | AUS |        |         |  |
| 1986 | F1/86  | Ferrari 032 V6 turbo | G     | 27 | Michele Alboreto | Ret | Ret | 10† | Ret | 4   | 8   | 4   | 8   | Ret | Ret | Ret | 2   | Ret | 5   | Ret | Ret | 37     | 4°      |  |
| 1986 | F1/86  | Ferrari 032 V6 turbo | G     | 28 | Stefan Johansson | Ret | Ret | 4   | 10  | 3   | Ret | Ret | Ret | Ret | 11† | 4   | 3   | 3   | 6   | 12† | 3   | 37     | 4°      |  |

† Completou mais de 90% da distância da corrida.